# Гальченко, Николай Петрович
Николай Петрович Гальченко (1920—1943) — младший сержант Рабоче-крестьянской Красной Армии, участник Великой Отечественной войны, Герой Советского Союза (1944).

## Биография
Родился 19 декабря 1920 года в селе Писаревка (ныне — в черте посёлка Хотень Сумского района Сумской области Украины) в крестьянской семье. Окончил пять классов школы, после чего работал в колхозе. Позднее переехал в Москву, где получил специальность монтажника, работал на стройках жилых зданий и промышленных предприятий. Накануне войны вернулся в родное село.
В начале Великой Отечественной войны оказался в оккупации, воевал в партизанском отряде. В сентябре 1943 года он был призван на службу в Рабоче-крестьянскую Красную Армию. С того же года — на фронтах Великой Отечественной войны. К осени 1943 года, будучи младшим сержантом, командовал пулемётным расчётом 615-го стрелкового полка 167-й стрелковой дивизии 38-й армии 1-го Украинского фронта. Отличился в боях за освобождение Киева.
Во время боёв за Киев лично подавил несколько вражеских огневых точек, что способствовало успеху действий атакующих советских подразделений. 9 декабря 1943 года он скончался от полученных в боях ранений. Похоронен в городе Василькове Киевской области Украины.
Указом Президиума Верховного Совета СССР «О присвоении звания Героя Советского Союза генералам, офицерскому, сержантскому и рядовому составу Красной Армии» от 10 января 1944 года за «образцовое выполнение боевых заданий командования на фронте борьбы с немецко-фашистскими захватчиками и проявленные при этом отвагу и геройство» был удостоен посмертно высокого звания Героя Советского Союза. Также был награждён орденом Ленина и медалью.